# Nordmarianernas flagga
Nordmarianernas flagga antogs den 4 juli, 1976. Den blå flaggduken symboliserar Stilla havet och den vita stjärnan står för samväldet. I bakgrunden ser man konturerna av en grå sten, en påminnelse om öarnas gamla kultur. Sådana stenar användes före koloniseringen som stöttor i hövdingarnas hus och de förekommer fortfarande på öarna.